# دانه‌خوار گلوسفید
دانه‌خوار گلوسفید (نام علمی: Sporophila albogularis) نام یک گونه از سرده دانه‌خوارهای اصلی است.